# 貝盧諾省
貝盧諾省 （義大利語：Provincia di Belluno）是意大利威尼托的一個省。面積3,610平方公里，2018年人口202,950人。首府貝盧諾。
下分61市鎮。